# Góra Pomorska
Góra Pomorska – nieczynny przystanek osobowy w Paradyżu, w powiecie wejherowskim, w Polsce. Nazwa przystanku pochodzi od pobliskiej wsi Góra (dawniej Góra Pomorska).